# DJ Disk
Luis Quintanilla (* 7. Oktober 1970), besser bekannt als DJ Disk, ist ein DJ aus San Francisco mit mittel- und südamerikanischen Wurzeln. Quintanilla begann in jungen Jahren, zu den spanischen Platten seiner Mutter zu scratchen und folgte 1992 seinem  Freund (und ehemaligen Schüler) DJ QBert zu einem Chapter der Rock Steady Crew. Wenig später benannten sie sich in Invisibl Skratch Piklz um. Im Laufe der Jahre gehörten die DJs D-Styles, Mix Master Mike, DJ Flare, A-Trak und Yogafrog der Gruppe an.
Als Gründungsmitglied der Piklz war Disk ein einflussreicher DJ des Turntablism und erfand den 2 Click Orbit und den 2 Click Flare Lazer Orbit.
Zusätzlich zu seiner Hip-Hop-Arbeit mit den Piklz und den Projekten El Stew, Cobra Strike, Ben Wa, Giant Robot 2 und Praxis arbeitete Disk auch in verschiedenen Konstellationen mit Bassist und Produzent Bill Laswell, Schlagzeuger Bryan Mantia, dem experimentellen Gitarristen Buckethead, Tabla-Spieler Zakir Hussain, den Sängern Mike Patton (Peeping Tom) und Serj Tankian sowie den Jazzmusikern Herbie Hancock und Jack DeJohnette.
Zeitweilig betätigte er sich als Lehrer der Turntablist Academy.

## Diskografie (Auswahl)
- 1997: Marsupial’s Belly Flop Breaks mit Xtrakd (auf Scarecrow)
- 1997: Transmutation Live mit Praxis
- 1998: Ancient Termites als Phonosychograph Disk
- 1998: Devil Dub mit Ben Wa
- 1998: The Shiggar Fraggar Show! mit Invisibl Skratch Piklz (fünfteilige Reihe von CDs und Videos bis 2000)
- 1999: Live @ Slim’s / Turbulence Chest
- 1999: No Hesitation mit El Stew
- 1999: The 13th Scroll mit Cobra Strike
- 2000: 149 Ways to Smash Paul Simon's Face Breaks (auf Stray)
- 2001: Phonosychographdisk Vs. The Filthy Ape: Mooch Moose (auf Stray)
- 2001: Warszawa mit Praxis
- 2001: Live In San Francisco At Stern Grove mit Tabla Beat Science
- 2002: Live mit Charged
- 2002: Future 2 Future – Live mit Herbie Hancock (DVD)
- 2003: Talamanam Sound Clash mit Tabla Beat Science
- 2003: The Rehearsal mit El Stew
- 2006: Zürich mit Praxis
- 2006: Tornado Urine Breaks (auf Toolz)